# Atherigona hirtitarsis
Atherigona hirtitarsis är en tvåvingeart som beskrevs av Adrian C. Pont 1986. Atherigona hirtitarsis ingår i släktet Atherigona och familjen husflugor.
Artens utbredningsområde är Queensland. Inga underarter finns listade i Catalogue of Life.